# Bruno Spaggiari
Bruno Spaggiari (Reggio nell'Emilia, 11 de enero de 1933) es un expiloto italiano de motociclismo, que compitió en el Campeonato del Mundo de Motociclismo entre 1958 y 1972.

## Biografía

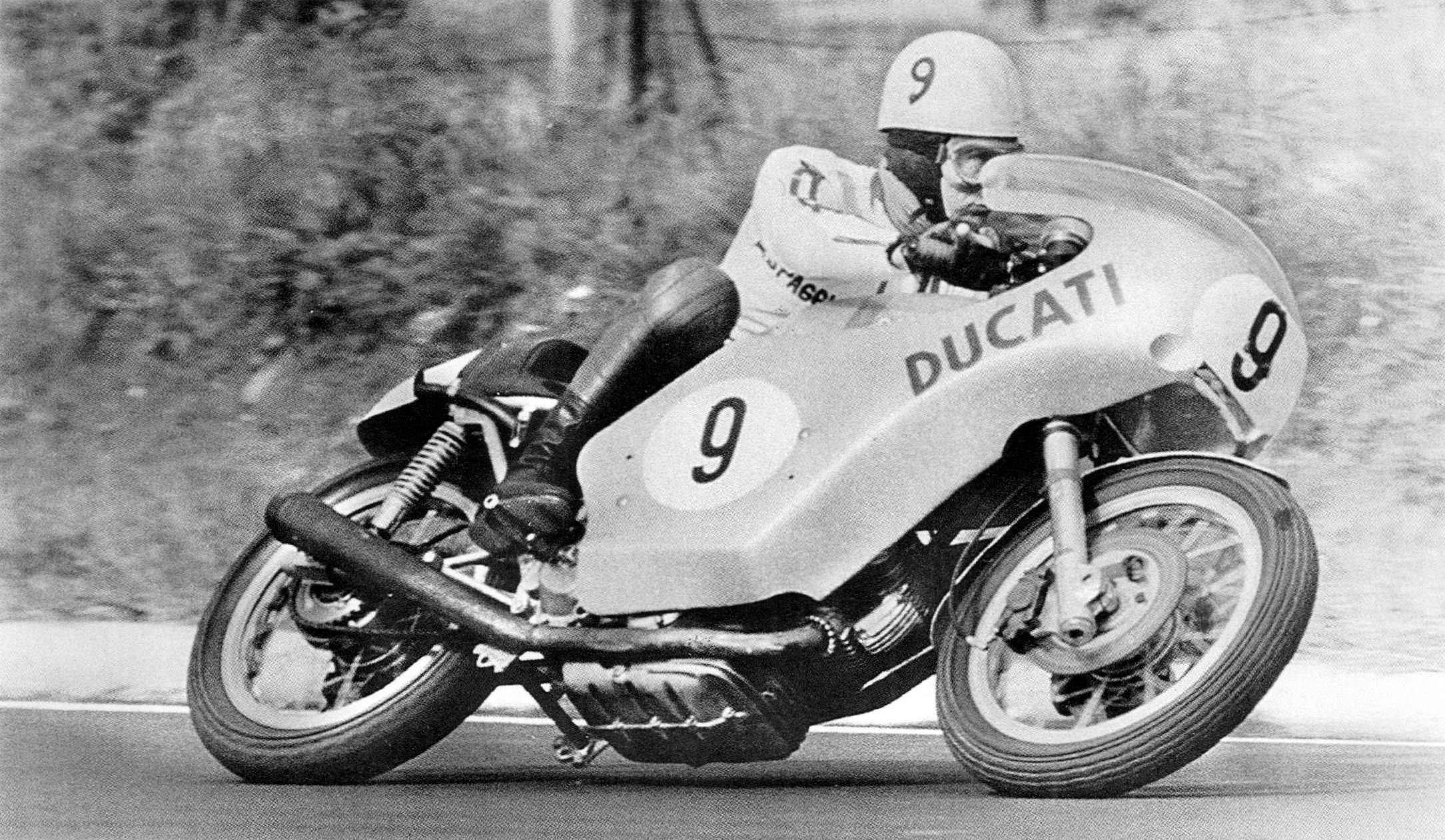
Spaggiari (Ducati 750) en 1972

Después de algunas experiencias con Gitan, Spaggiari fue fichado por Ducati en 1955, el año en que obtuvo su primera victoria, en el circuito de Cosenza. El año siguiente se convirtió en piloto oficial de la Casa di Borgo Panigale, obteniendo varias victorias (entre las cuales las 24 Horas de Montjuïc junto a Alberto Gandossi en 1957). En 1958 fue ascendido a Senior. Ese año ganó el Campeonato de Italia de Velocidad de la clase 125 y conseguiría su primera y única victoria el Gran Premio de las Naciones celebrado en Monza.
Su mejor año fue en 1960 cuando, después de mudarse de Ducati a MV Agusta, terminó cuarto en el campeonato mundial de 125cc. Para la Casa di Cascina Costa también ganó un título italiano 125 en 1964. Retirando el MV de 125 y 250 a fines de la década de 1960, Spaggiari fichó por Benelli, obteniendo pocos resultados. En los años siguientes, regresó a Ducati, obteniendo algunos resultados en el Campeonato del Mundo con el Ducati de un cilindro 250-350 y la Ducati 500 GP de dos cilindros donde consiguió un podio en Gran Premio de las Naciones de 1972. En 1972 y 1973 rozó la victoria en las 200 millas de Imola, terminando segundo detrás de su compañero de equipo Paul Smart el primer año (traicionado por quedarse sin gasolina a unas pocas vueltas del final) y repitiendo la colocación al año siguiente (fue Jarno Saarinen quien lo derrotó con Yamaha).
1974 fue el último año de carreras para Spaggiari. Después de su retirada, logró un comercio de motocicletas Ducati, antes de comenzar el negocio de concesionario de automóviles y, posteriormente, como contratista de obras.

## Resultados en el Campeonato del Mundo
Sistema de puntuación desde 1950 hasta 1968:
| Posición | 1.º | 2.º | 3.º | 4.º | 5.º | 6.º |
| Puntos   | 8   | 6   | 4   | 3   | 2   | 1   |

Sistema de puntuación desde 1969 hasta 1987:
| Posición | 1.º | 2.º | 3.º | 4.º | 5.º | 6.º | 7.º | 8.º | 9.º | 10.º |
| Puntos   | 15  | 12  | 10  | 8   | 6   | 5   | 4   | 3   | 2   | 1    |

### Carreras por año
(Carreras en Negrita indica pole position, Carreras en cursiva indica vuelta rápida)
| Año  | Clase | Moto   | 1       | 2       | 3       | 4     | 5     | 6       | 7     | 8       | 9     | 10      | 11      | 12    | 13    | Pts. | Pos. |
| ---- | ----- | ------ | ------- | ------- | ------- | ----- | ----- | ------- | ----- | ------- | ----- | ------- | ------- | ----- | ----- | ---- | ---- |
| 1958 | 125cc | Ducati | IOM -   | NED -   | BEL -   | GER - | SWE - | ULS -   | NAT 1 |         |       |         |         |       |       | 8    | 8.º  |
| 1959 | 125cc | Ducati |         | IOM Ret | GER 5   | NED 2 | BEL 8 | SWE -   | ULS - | NAT -   |       |         |         |       |       | 8    | 6.º  |
| 1960 | 125cc | Rumi   |         | IOM -   | NED -   | BEL 4 |       | ULS 4   | NAT 2 |         |       |         |         |       |       | 12   | 4.º  |
| 1961 | 125cc | Ducati | ESP DNQ | GER -   | FRA -   | IOM - | NED - | BEL -   | RDA - | ULS -   | NAT - | SWE -   | ARG -   |       |       | 3    | 15.º |
| 1961 | 250cc | Ducati | ESP Ret | GER -   | FRA DNS | IOM - | NED - | BEL -   | RDA - | ULS -   | NAT 8 | SWE -   | ARG -   |       |       | 0    | -    |
| 1962 | 125cc | Ducati | ESP -   | FRA -   | IOM -   | NED - | BEL - | ULS Ret | RDA - | NAT DNS | FIN - | ARG -   |         |       |       | 0    | -    |
| 1963 | 125cc | Ducati | ESP Ret | GER -   | FRA -   | IOM - | NED - | BEL -   | ULS - | RDA -   | FIN - | NAT Ret | ARG -   | JPN - |       | 0    | -    |
| 1965 | 125cc | Ducati | USA -   | GER -   | ESP 4   | FRA - | IOM - | NED -   | BEL - | RDA -   | CZE - | ULS -   | FIN -   | NAT - | JPN - | 3    | 19.º |
| 1967 | 250cc | M.T.   | ESP Ret | GER -   | FRA -   | IOM - | NED - | BEL -   | RDA - | CZE -   | FIN - | ULS -   | NAT -   | CAN - | JPN - | 0    | -    |
| 1968 | 250cc | Ducati | GER -   | ESP -   | IOM -   | NED - | BEL - | RDA -   | CZE - | FIN -   | ULS - | NAT Ret |         |       |       | 0    | -    |
| 1968 | 350cc | Ducati | GER -   |         | IOM -   | NED - |       | RDA -   | CZE - |         | ULS - | NAT 5   |         |       |       | 2    | 17.º |
| 1968 | 500cc | Ducati | GER -   | ESP Ret | IOM -   | NED - | BEL - | RDA -   | CZE - | FIN -   | ULS - | NAT -   |         |       |       | 0    | -    |
| 1969 | 350cc | Ducati | ESP -   | GER -   |         | IOM - | NED - |         | RDA - | CZE -   | FIN - | ULS -   | NAT 6   | YUG - |       | 5    | 29.º |
| 1971 | 500cc | Ducati | AUT -   | GER -   | IOM -   | NED - | BEL - | RDA -   |       | SWE -   | FIN - | ULS -   | NAT Ret | ESP - |       | 0    | -    |
| 1972 | 500cc | Ducati | GER -   | FRA -   | AUT -   | NAT 3 | IOM - | YUG -   | NED - | BEL -   | RDA - | CZE -   | SWE -   | FIN - | ESP - | 10   | 17.º |